# Уилсон, Эдмунд
Эдмунд Уилсон (Вильсон) (англ. Edmund Wilson; 8 мая 1895 года, Ред-Банк, Нью-Джерси — 12 июня 1972 года, Талкоттвилл, штат Нью-Йорк) — американский литератор, журналист и критик, один из самых влиятельных литературоведов США середины XX века. Удостоен Президентской медали Свободы (1963).

## Биография
Окончил Принстонский университет (1916); работал репортером газеты «The New York Evening Sun». В Первую мировую войну служил в разведке американской армии.
В 1920—1921 годах журналист в журнале «Vanity Fair» (ответственный редактор), в 1926—1931 годах — «New Republic» (в 1920 возглавил литературную редакцию журнала, а в 1931 стал заместителем редактора), в 1944—1948 годах — «New Yorker».
В середине 1930-х годов посещал СССР.
Умер от болезни сердца.

## Связи
С 1913 года близко сошёлся с Ф. С. Фицджеральдом, который называл его «воплощением литературной совести эпохи».
Близкие отношения связывали его с Эдной Сент-Винсент Миллей, в 1920 году он предлагал ей выйти за него замуж, но был отвергнут.
С 1940 года поддерживал постоянную переписку с В. В. Набоковым, с которым вначале сблизился, однако затем резко разошёлся. Набоков стал для Уилсона олицетворением русской литературы, у них возник  ряд совместных литературных проектов, включая перевод на английский язык пьесы «Моцарта и Сальери» А. С. Пушкина. Уилсон перевел также поэму «Медный всадник» и был автором ряда литературных произведений в стихах и в прозе, а также политического труда To the Finland Station; a Study in the Writing and Acting of History («К Финляндскому вокзалу») (1940), посвященного октябрьскому перевороту 1917 года и его вождям, в том числе В. И. Ленину, который описан в этом труде как выдающаяся личность, строящая социалистическое будущее для всего человечества. Пушкин и Ленин были теми историческими личностями, которые стали связующим звеном между Уилсоном и Набоковым и чьи имена постоянно упоминались в обширной переписке между ними (позднее эта переписка была собрана в однотомнике Nabokov, Vladimir Vladimirovich. 1899–1975; The Nabokov – Wilson Letters. 1940 – 1971). Уилсон и Набоков полностью сходились в убеждении, что Пушкин был величайшим поэтом XIX века, но придерживались диаметрально противоположных взглядов по поводу Ленина.
Был несколько раз женат. Первая жена — Мэри Блэр. Вторая — Маргарет Кэнби, погибшая в автокатастрофе. Третья жена Уилсона (с 1938 года) — Мэри Маккарти, известная американская писательница и публицистка. В этом браке у них родился сын, Руэл (Reuel Wilson). Развелись в 1946 году. Последней официальной женой была Елена Торнтон (в девичестве Мамм; 1906—1979), дочь Питера Арнольда Готлиба Мамма фон Шварценштейна и Ольги Струве, дочери Карла Струве, посла Российский империи в США. В последнем браке у Уилсона и Елены родилась дочь Хелен Миранда (1948).

## Творчество
Среди произведений — романы, пьесы, стихи, публицистика. Первую книгу, совместно с Джоном Бишопом, опубликовал в 1922 году.
- «Замок Акселя» («Axel’s Castle», 1931) — очерки по истории европейского символизма,
- книга очерков «На Финляндский вокзал» («To the Finland Station», 1940, о лидерах большевиков),
- «Рана и лук» (1941)
- «Драма узнавания» («The Shock of Recognition», 1943),
- «Свитки Мёртвого моря» («The Dead Sea Scrolls», 1955, об археологических находках на Ближнем Востоке как подтверждении реальности библейских событий),
- «Окно в Россию на пользу иностранным читателям» («A Window on Russia; For the Use of Foreign Readers»; 1972, опубликована посмертно)
- «Пятидесятые годы» (дневники, 1986).

Совместно с Набоковым осуществил переводы на английский язык произведений А. С. Пушкина («Медный всадник», «Моцарт и Сальери»).
В 1972 посмертно опубликована книга Уилсона A Window on Russia; For the Use of Foreign Readers («Окно в Россию на пользу иностранным читателям»).